# Samsung Link
Samsung Link là một ứng dụng kết nối tất cả các thiết bị và dịch vụ lưu trữ ở một nơi để tích hợp tìm kiếm và phát. Người dùng có thể đăng ký thiết bị của họ như PC, máy tính thông minh, hoặc máy tính bảng với cùng một tài khoản, và xem video, nghe nhạc, hoặc chia sẻ hình ảnh hoặc tài liệu trên thiết bị điều khiển của họ. Nội dung trên dịch vụ lưu trữ như Dropbox, SugarSync, và Skydrive có thể tải xuống hoặc xem trực tiếp.

## Tính năng

### Điều khiển phát và chuyển nội dung trên các thiết bị
Cũng như nội dung trên PC, nội dung trên các thiết bị với cùng tài khoản có thể phát và chuyển đến các thiết bị trong khi di chuyển.

### Truy cập nội dung trên TV
Sử dụng chức năng hỗ trợ DLNA của AllShare, người dùng có thể phát video lưu trên điện thoại thông tin của họ, máy tính bảng, hoặc PC trên TV của họ. Ngoài ra, với một lần đăng nhập với cùng tài khoản, người dùng cũng có thể truy cập nội dung trên thiết bị kết nối với mạng khác hoặc trên dịch vụ lưu trữ trên TV của họ.

### Tự động tải hình ảnh/video
Người dùng có thể thiết lập tự động tải lên nội dung trên thiết bị thông minh của họ, máy tính bảng, hoặc máy ảnh trên PC của họ hoặc dịch vụ lưu trữ.

### Tìm kiếm tích hợp
Với cửa sổ tích hợp tìm kiếm, Samsung Link cho phép người dùng tìm kiếm nội dung trên tất cả các thiết bị Samsung đã đăng ký hoặc dịch vụ lưu trữ với cùng một tài khoản.

## Lịch sử
Phiên bản web đầu tiên của AllShare Play Mini phát hành vào 13 tháng 2 năm 2012.
Cài đặt sẵn trên Galaxy S3, nó được phát hành vào 29 tháng 5 năm 2012 như một phần chính thức của AllShare Play. Như một yếu tố tích hợp trên Allshare Play, nó được đổi tên thành Samsung Link vào 25 tháng 4 năm 2013.

## Có sẵn
Điện thoại thông minh/ máy tính bảng PC (áp dụng các sản phẩm của Samsung), PC, máy ảnh (áp dụng các sản phẩm Samsung Wi-Fi phát hành từ 2012), SMART TV (áp dụng các sản phẩm của Samsung phát hành từ 2012), BD-HDD, HomeSync

## Liên kết
- Giới thiệu Samsung Link
- Samsung Content & Services Facebook
- Samsung Content & Services (phiên bản PC)
- Samsung Content & Services (phiên bản điện thoại)